# Macbeth (téléfilm, 1998)
Pour les articles homonymes, voir Macbeth.
Pour plus de détails, voir Fiche technique et Distribution.
Macbeth est un téléfilm britannique, réalisé par Michael Bogdanov en 1998, et diffusé sur la chaîne Channel Four Films le 15 janvier 1998.

## Synopsis
le général Macbeth est responsable du crime de régicide afin de obtenir le pouvoir.

## Fiche technique
- Titre original : Macbeth
- Pays d'origine :  Royaume-Uni
- Année : 1998
- Réalisation : Michael Bogdanov
- Histoire : William Shakespeare, d'après sa pièce éponyme
- Société de production : Channel Four Films, English Shakespeare Company
- Langue : anglais
- Format : Couleur
- Genre : drame
- Durée :
- Dates de diffusion :  Royaume-Uni : 15 janvier 1998

## Distribution
- Sean Pertwee : Macbeth
- Greta Scacchi : Lady Macbeth
- Lorcan Cranitch : Macduff
- Michael Maloney : Banquo
- Jack Davenport : Malcolm
- Philip Madoc : Duncan
- Dorian Thoma : Ross
- Dorian Lough : Seyton
- Ruth Gemmell : Lady Macduff